# Моята непослушна фея
„Моята непослушна фея“ (на немски: Meine Chaosfee & ich) е немска компютърна анимация от 2022 г. на режисьора Нина Велс, сценарият е на Силджа Клеменс, а музиката е композирана от Мартин Лингнау. Премиерата е на 13 октомври 2022 г. в Германия.
В България филмът е пуснат по кината на 24 март 2023 г. от „Про Филмс“. Гала премиерата се състои на 22 март 2023 г. в Кино Арена, The Mall.